# Wydział Sztuki Uniwersytetu Opolskiego
Wydział Sztuki Uniwersytetu Opolskiego (WSz UO) – jeden z 12 wydziałów Uniwersytetu Opolskiego powstał w 2017 roku w wyniku wydzielenia ze struktur Wydziału Nauk Społecznych dotychczasowego Instytutu Sztuki UO i przekształcenia go w samodzielną jednostkę naukowo-dydaktyczną. Kształci studentów na kierunku zaliczanym do dziedziny sztuk pięknych i konserwacji, wyłącznie na studiach stacjonarnych.
W ramach Wydziału Sztuki działają dwie katedry. Aktualnie (2020) zatrudnionych jest 18 pracowników naukowo-dydaktycznych (z czego 2 na stanowisku profesora zwyczajnego z tytułem naukowym profesora, 8 na stanowisku profesora nadzwyczajnego ze stopniem doktora habilitowanego, 4 adiunktów z tytułem doktora oraz 4 asystentów z tytułem zawodowym magistra. Według stanu na 2021 rok na wydziale studiuje łącznie 140 studentów.
Siedzibą Wydziału Sztuki jest zabytkowy gmach wzniesiony w latach 1896–1897 na potrzeby 12-klasowej szkoły powszechnej, znajdujący się na historycznym Zaodrzu (obecna nazwa dzielnicy: Nadodrze), przy obecnej ulicy Wrocławskiej 4. Przez pewien czas, w czasie remontu w latach 2012-2013, siedzibą ówczesnego Instytutu Sztuki był budynek położony przy ulicy Bolesława Kominka 6 w Opolu, należący do Katedry Biotechnologii. Po rewitalizacji i rozbudowie budynku przy ulicy Wrocławskiej, dokonanej ze środków Unii Europejskiej, od semestru zimowego 2012/2013 wydział powrócił do stałej siedziby. Oficjalne ponowne otwarcie miało miejsce 27 maja 2013 roku.

## Historia
Początki Wydziału Sztuki UO związane są z utworzeniem w 1990 roku w Nysie filii Wyższej Szkoły Pedagogicznej im. Powstańców Śląskich w Opolu, oferującej 3-letnie studia licencjackie na kierunku wychowanie plastyczne. Po likwidacji oddziału w Nysie, w 1994 roku studia te przejął Zakład Wychowania Plastycznego Uniwersytetu Opolskiego, który działał przy Instytucie Nauk Pedagogicznych. Decyzją Senatu Uniwersytetu Opolskiego w 1995 roku utworzono na Wydziale Historyczno-Pedagogicznym Instytut Sztuki z kierunkiem wychowanie plastyczne, kształcący studentów na 3-letnich studiach licencjackich. W 1999 roku uniwersytet uzyskał zgodę ministerstwa na uruchomienie od roku akademickiego 2000/2001 jednolitych studiów magisterskich. Nazwę prowadzonego kierunku zmieniono wkrótce potem na edukacja artystyczna w zakresie sztuk plastycznych, znacząco zmienił się także program studiów. Od roku akademickiego 2006/2007 wydział oferuje studia dwustopniowe na tym kierunku, kończące się nadaniem tytułu zawodowego licencjata (studia I stopnia) i magistra sztuki (studia II stopnia).

## Kierunki kształcenia
Wydział Sztuki Uniwersytetu Opolskiego kształci studentów na studiach stacjonarnych, licencjackich na kierunku edukacja artystyczna w zakresie sztuk plastycznych o specjalności komunikacja wizualna. Po ich ukończeniu absolwenci mogą kontynuować dalsze kształcenie na tym samym kierunku w ramach studiów drugiego stopnia (magisterskich uzupełniających). Do wyboru są następujące specjalności:
- kurator sztuki
- projektowanie graficzne i nowe media
- mała forma rzeźbiarska z elementami ceramiki
- scenografia multimedialna

## Poczet dziekanów
1. dr hab. Łucja Piwowar-Bagińska (2017–2019)
2. dr hab. Bartosz Posacki (od 2019)

## Władze wydziału

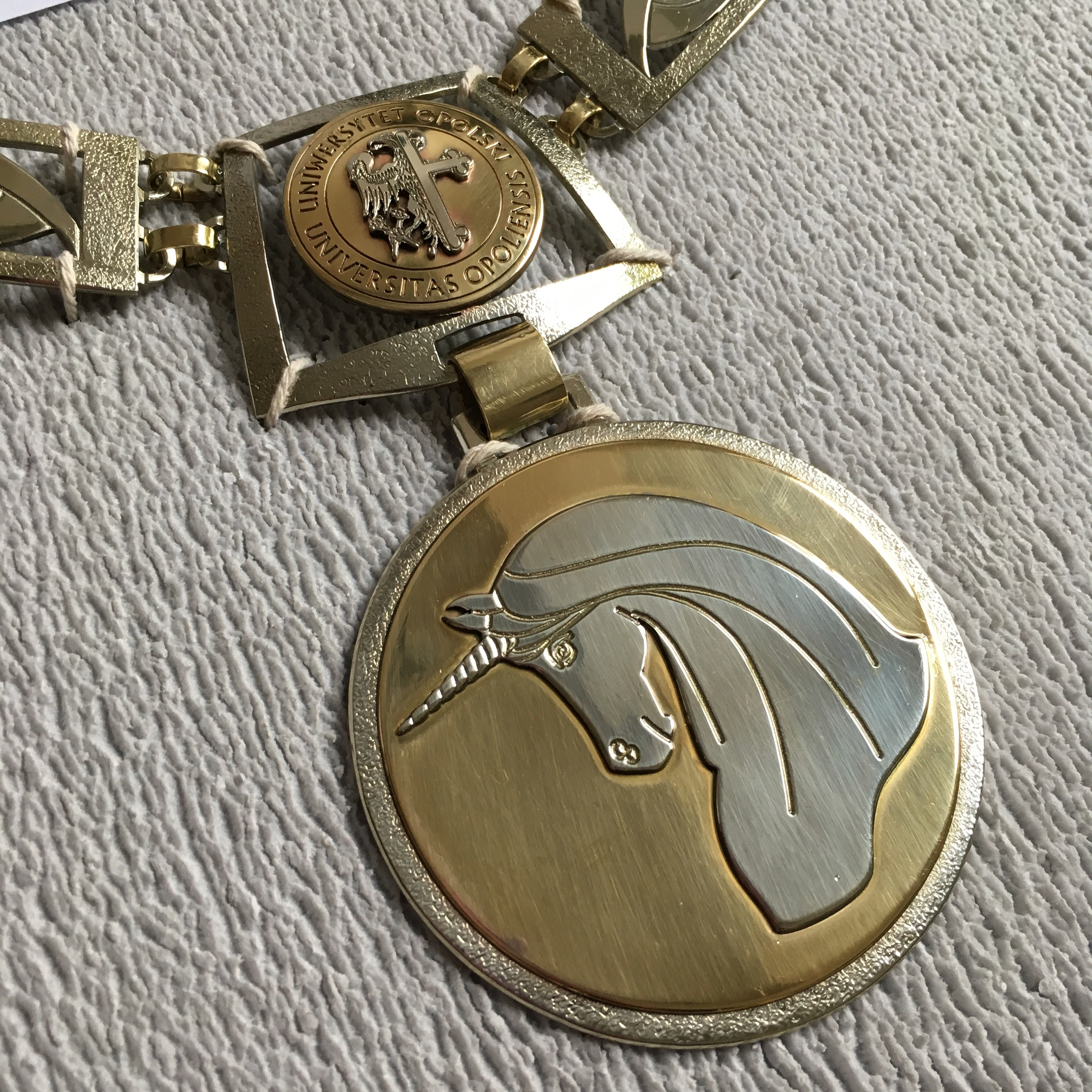
Łańcuch dziekański z emblematem Wydziału - jednorożcem.

W kadencji 2024–2028:
| Stanowisko        | Imię i nazwisko         |
| ----------------- | ----------------------- |
| Dziekan           | dr hab. Bartosz Posacki |
| Zastępca Dziekana | dr hab. Grzegorz Gajos  |

## Struktura organizacyjna

### Instytut Sztuk Wizualnych
Dyrektor: dr hab. Magdalena Hlawacz

#### Katedra Sztuk Pięknych
Samodzielni pracownicy naukowi:
- prof. dr hab. Marian Molenda – kierownik Katedry
- prof. dr hab. Edward Syty
- dr hab. Monika Kamińska
- dr hab. Łucja Piwowar-Bagińska
- dr hab. Bartłomiej Trzos
- dr Witold Pichurski

#### Katedra Intermediów
Samodzielni pracownicy naukowi:
- dr hab. Grzegorz Gajos – kierownik Katedry
- dr hab. Aleksandra Giza
- dr hab. Magdalena Hlawacz
- dr hab. Bartosz Posacki